# Hans-Georg Unger
Hans-Georg Unger (ur. 14 września 1926 w Brunszwiku, zm. 7 grudnia 2022 tamże) – niemiecki inżynier elektrotechnik, emerytowany profesor techniki wysokich częstotliwości na Uniwersytecie Technicznym w Brunszwiku.
Studiował w latach 1946–1951 elektrotechnikę na Uniwersytecie Technicznym w Brunszwiku.
W latach 1951–1955 był inżynierem ds. rozwoju i kierownikiem laboratorium mikrofalowego firmy Siemens AG w Monachium. W roku 1954 uzyskał stopień doktora.
Podczas czteroletniego pobytu w Stanach Zjednoczonych pracował w Laboratoriach Bella w Murray Hill w stanie New Jersey, zajmując się podstawami komunikacji mikrofalowej przy zastosowaniu falowodów.
W roku 1960 został powołany na profesora zwyczajnego na Uniwersytecie Technicznym w Brunszwiku i kierownika nowo założonego Instytutu Techniki Wysokich Częstotliwości (Institut für Hochfrequenztechnik). Pełnił tę funkcję do roku 1993.
Hans-Georg Unger został doktorem honoris causa Uniwersytetu Technicznego w Monachium (1985), Uniwersytetu w Ulm (1992) oraz Uniwersytetu Technicznego Hamburg-Harburg (1993). Był członkiem zagranicznym Polskiej Akademii Nauk (1991).

## Publikacje
- Hans-Georg Unger: Telekomunikacja optyczna. Warszawa: Wydawnictwa Komunikacji i Łączności, 1979. (pol.). Brak numerów stron w książce - przekład Leszka Szymańskiego